# Sotero Baluyut
Sotero Baluyut, ook Sotero Baluyot, (San Fernando, 3 januari 1889 - 6 januari 1975) was een Filipijns politicus.

## Biografie
Sotero Baluyut werd geboren op 3 januari 1889 in San Fernando in de Filipijnse provincie Pampanga. Zijn ouders waren Leoncio Balayot en Casimira Julao. In 1904 kreeg Baluyut de kans om op kosten van de overheid te studeren in de Verenigde Staten. Na de Santa Ana Central and High School in Californië en de University Summer School of Illinois, behaalde hij een bachelor-diploma Civiele techniek aan de University of Iowa. In 1911 keerde Baluyut terug in de Filipijnen, waar hij ging werken voor het Bureau of Public Works als assistent ingenieur in de provincies Pampanga en Cavite. Nadien was hij van 1912 tot en met 1919 districtsingenieur voor de provincies Isabela, Antique, Ilocos Norte, Bulacan en Pangasinan. Ook werkte aan de San Jose-Santa Fe Road. In 1920 werd hij ingenieur voor de Pampanga Sugar Development Corporation.
In 1925 werd Baluyut gekozen tot gouverneur van de provincie Pampanga. Drie jaar later werd hij herkozen. Tijdens zijn termijn van zes jaar als gouverneur was hij verantwoordelijk voor de bouw van vele scholen, ziekenhuizen, wegen en bruggen. Een van de grotere projecten die in zijn termijn gerealiseerd werd was een lange verharde weg dwars door de provincie heen. Na afloop van zijn tweede termijn werd Baluyut namens het 3e senaatsdistrict in 1931 gekozen als lid van de Senaat van de Filipijnen. In de senaat diende hij onder meer de wet in waarmee de National Electric Power and Development Corporation werd opgericht. Eind 1937 werd Baluyut voor een derde termijn gekozen tot gouverneur van de provincie Pampanga.
Baluyut overleed in 1975 op 86-jarige leeftijd. Hij was getrouwd met Encarnacion Lopez en kreeg met haar een zoon.